# Пустова Віра Олександрівна
Віра Олександрівна Пустова (1931 — ?) — українська радянська діячка, зоотехнік колгоспу імені Паризької Комуни Жовтневого району Станіславської (Івано-Франківської) області. Депутат Верховної Ради УРСР 4-го скликання.

## Життєпис
З початку 1950-х років — зоотехнік колгоспу імені Паризької Комуни Жовтневого району Станіславської (Івано-Франківської) області.